# Острів Белякова
53°13′56″ пн. ш. 141°25′21″ сх. д. / 53.232222222222° пн. ш. 141.4225° сх. д.
Острів Белякова (рос. остров Белякова; колишня назва — Кевос) — острів у Сахалінській затоці Охотського моря. Територія Ніколаєвського району Хабаровського краю Російської Федерації. Названий у 1936 році на честь радянського льотчика Олександра Белякова.
Острів низинний, складений із піску і гальки.